# グラスゴー市銀行
グラスゴー市銀行（グラスゴーしぎんこう）、ないし、シティ・オブ・グラスゴー銀行（シティ・オブ・グラスゴーぎんこう、英語: The City of Glasgow Bank）は、かつて19世紀半ばに、スコットランドのグラスゴーに存在していた銀行。今日では、もっぱら1878年10月の極めて大規模な破綻によって知られている。無限責任を負っていた当時の株主1200人のうち、巻き込まれて破産せずに済んだ者は 254人しかいなかった。

## 概要

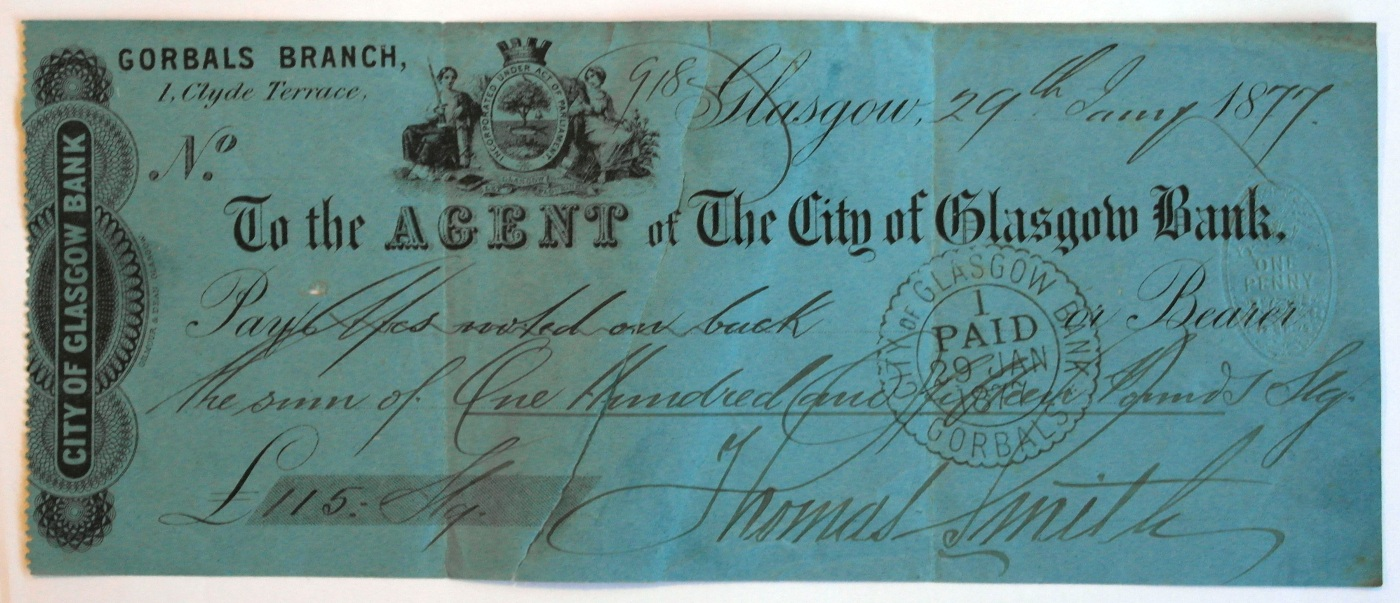
1877年の支払い済みの小切手。

この銀行が設立されたのは1839年で、設立時の資本金は 656,250ポンド（2005年時点に価値に換算すると4600万ポンド）であった。おもに小規模な投資家を顧客とすることを目的としており、夜間にも入金ができるよう、視点の窓口が営業していた。名称はシティ・バンク・オブ・ニューヨークを連想させることを狙ったものであったとも言われる。
本店は、1842年にグラスゴーのバージニア・ストリート (Virginia Street) に開設されたが、1851年にはグラスフォオード・ストリート (Glassford Street) に移転した。1857年恐慌の際、グラスゴー市銀行は一時営業を停止していたが、その後、営業を再開し、事業を継続することができた。破綻に至るまでの長い間、株主たちは 9% から 12% の配当を受けていた。

## 破綻
1877年、グラスゴー市銀行は 7,000ポンド（2005年時点の換算で50万ポンド）の債務超過が発覚し、その処理についてスコットランドの他の銀行との合意が形成されるまでの間、11月から12月にかけて営業が停止し、ニューヨークの支店が廃止された。その後、事業は順調に推移しているものと見受けられており、1878年6月には、133支店を構え、800万ポンド（2005年時点の換算で6億ポンド）の預金量があり、12%の配当を実施すると公表していた。
しかし、10月2日に、取締役会は銀行の閉鎖を発表した。破綻後の調査によれば、正味の負債は600万ポンド（2005年時点の換算で5億ポンド）を超え、不良債権も多く、オーストラリアにおける農場や鉱業、アメリカ合衆国の鉄道会社の株式など、投機的投資も多かったとされる。さらに、金の保有高について虚偽の報告が当局に対してなされていた上、貸借対照表や損益計算書も偽装されており、銀行の株価も、秘密裏に行われていた銀行自身による自社株買いによって買い支えられていた。こうした偽装工作が巧みであったため、銀行の株式が取引された最後の日における株価は、額面100ポンドに対して、236ポンドで売買が成立していた。
取締役たちは逮捕され、1879年1月に、エディンバラの刑事上級裁判所 (High Court) で裁かれた。取締役たちは全員が有罪となり、8か月から18か月の懲役刑が科された。
銀行の破産に巻き込まれる形で、損失の肩代わりを求められた数多くのグラスゴーの企業や株主たちが破綻を強いられた。ある株主は、銀行のエージェントによる詐欺行為によって自分は騙されて株主になっただけだとし、負債の減額を求めて当時は最高裁判所としての機能をもっていた貴族院に上訴したが、主張は認められなかった ("Houldsworth's case", 1880, 7 R. (H.L.) 53)。
この一件を契機とした、より広範な影響は、有限責任制度の普及や、一時的な金融流動性の問題、さらにイギリス全国における長期的な預金量の減少傾向などにも及んだ。
この銀行の破綻の清算を管財人として監督したのは、アレクサンダー・ベネット・マグリガーであった。

## アーカイブ
この銀行のアーカイブは、グラスゴー大学文書館が保有している。

## 文学
この銀行の破綻は、1948年にガイ・マクローンが発表した3部作『The Wax Fruit』に生々しく描写された。2010年には BBC Radio 4 がこの作品をラジオドラマ化した。
また、ジョージ・ド・ホーン・ヴェイジー夫人の1910年の小説『A Question of Marriage』も、この一件を取り上げている。